# Vechec
Vechec – wieś (obec) na Słowacji położona w kraju preszowskim, w powiecie Vranov nad Topľou. Leży w historycznym regionie Górny Zemplin.

## Położenie
Vechec leży u wschodnich podnóży pasma Gór Slańskich, ok. 5 km na południowy zachód od powiatowego Vranova nad Topľou. Przez wieś biegnie droga nr 576 z Vranova nad Topľou na drugą stronę pasma Gór Slańskich, przez Herlianske sedlo do Bidovec w dolinie Olšavy.

## Historia
Pierwsze wzmianki o miejscowości pochodzą z 1402 roku.

## Demografia
Według danych z dnia 31 grudnia 2012 roku, wieś zamieszkiwało 2765 osób, w tym 1389 kobiet i 1376 mężczyzn.
W 2001 roku rozkład populacji względem narodowości i przynależności etnicznej wyglądał następująco:
- Słowacy – 85,63%
- Czesi – 0,09%
- Romowie – 13,9%
- Węgrzy – 0,05%

Ze względu na wyznawaną religię struktura mieszkańców kształtowała się w 2001 roku następująco:
- Katolicy rzymscy – 67,73%
- Grekokatolicy – 13,61%
- Ewangelicy – 0,94%
- Ateiści – 13,9%
- Nie podano – 3,67%

## Gospodarka
Ok. 2,5 km powyżej zabudowy wsi, przy wspomnianej wyżej drodze, znajduje się duży kamieniołom (Lom Vechec). Firma VSK Mineral eksploatuje w nim złoże andezytu do celów budowlanych.